# Стеарат серебра
Стеарат серебра — органическое соединение,
соль серебра и стеариновой кислоты
с формулой AgC17H35COO,
бесцветные (белые) кристаллы,
не растворяется в воде.

## Физические свойства
Стеарат серебра — бесцветные (белые) кристаллы
триклинной сингонии, параметры ячейки a = 0,5431 нм, b = 4,871 нм, c = 0,4120 нм, α = 90,53°, β = 122,80°, γ = 90,12°, Z = 2.
Не растворяется в воде, этаноле, диэтиловом эфире.